# Tom Clancy's The Division 2
Tom Clancy's The Division 2 is een actierollenspel in ontwikkeld door Massive Entertainment. Het spel wordt uitgegeven door Ubisoft en is in maart 2019 uitgekomen voor de PlayStation 4, Windows en de Xbox One.
Het spel speelt zich af in Washington D.C., ongeveer een half jaar na de gebeurtenissen van Tom Clancy's The Division.

## Verhaal
De speler speelt als een persoon die onderdeel uitmaakt van "The Division", een fictieve sleeper cell in Amerika die in noodsituaties geactiveerd wordt. In het vorige spel werd de cel geactiveerd na een virusuitbraak in New York. The Division 2 begint ongeveer een half jaar na het vorige spel, op het moment dat radiocontact met het hoofdkwartier van de groep in Washington D.C. verloren is gegaan. Aangekomen in Washington blijkt ook daar het virus te zijn uitgebroken.

## Gameplay
In Tom Clancy's The Division 2 speelt de speler in een derdepersoonsperspectief. De omgevingen in Washington D.C. zijn ruimer opgezet dan de smallere straten van New York uit het eerste deel, hierdoor moet tijdens het spelen onder andere meer op de flanken gelet worden.